# Middlemarch
Middlemarch: A Study of Provincial Life (Brasil: Middlemarch: um estudo da vida provinciana / Portugal: A vida era assim em Middlemarch), é um romance de George Eliot, pseudônimo de Mary Anne Evans, posteriormente Marian Evans. É seu sétimo romance, começado em 1869, e posto de lado durante o adoecimento terminal de Thorton Lewes, o filho de seu companheiro George Henry Lewes. Durante o ano seguinte Eliot retomou o trabalho, fundindo várias histórias em um todo coeso, e durante os anos de 1871 e 1872, o romance foi publicado em série. A primeira edição em um volume foi publicado em 1874, e atraiu grandes vendas.
Com subtítulo de "Um estudo da vida provinciana", o romance se passa numa cidade fictícia das Midlands, Middlemarch, no período de 1830 a 1832 Tem muitas tramas com grande número de personagens, e, apesar de suas distintas (porém interligadas) narrativas, busca um número de temas subliminares, incluindo o status das mulheres, a natureza do casamento, o idealismo e o interesse pessoal, religião e hipocrisia, reforma política e educação. O andamento é suave, e o tom levemente didático (com uma voz autoral que ocasionalmente irrompe da narração), e o quadro é bastante amplo.
Virginia Woolf disse deste livro que é "um dos poucos romances ingleses escritos para gente grande".

## Personagens
- Doroteia Brooke – É uma mulher inteligente e abastada, com grandes aspirações. Doroteia evita mostrar a sua riqueza, envolvendo-se em projectos como redesenhar choupanas para os inquilinos do seu tio. Casa-se com o sénior Eduardo Casaubon, com a ideia idealística de ajudá-lo no seu projecto de investigação, Chave de todas as Mitologias. O casamento é, contudo, um erro, pois Casaubon não a leva a sério e fica afectado pela sua juventude, entusiasmo e energia. Devido à frieza de Casaubon durante a sua lua-de-mel, Doroteia torna-se amiga do seu parente, Will Ladislaw. Alguns anos após a morte de Casaubon ela apaixona-se por Will e casa-se com ele.
- Célia Brooke – É a irmã mais nova de Doroteia, possui uma grande beleza. É mais sensual que Doroteia e não partilha do idealismo e ascetismo da irmã. Fica feliz por casar com Sir James Chettam, quando Doroteia o rejeita.
- Artur Brooke – É o tio de Doroteia e Célia Brooke, muitas vezes confuso e não muito inteligente. Tem a reputação de ser o pior senhorio do county, mas enfrenta o parlamento para o Projecto de Reforma.
- Sir James Chettam – É um proprietário da vizinhança, está apaixonado por Doroteia e ajuda-a- nos seus planos de melhorar as condições dos inquilinos. Quando ela se casa com Casaubon, ele casa-se com Célia Brooke.
- Pastor Eduardo Casaubon – Um clérigo pedante, egoísta e sénior que vive obcecado com a sua investigação académica. Devido a isto, o seu casamento com Doroteia não tem amor. Pretende que o seu livro por terminar Chave de todas as Mitologias seja um monumento à tradição do sincretismo cristão. Contudo, a sua investigação está ultrapassada porque ele não sabe alemão. Está consciente disto mas não o admite a ninguém.
- Will Ladislaw – Um jovem primo do Sr. Casaubon, não tem bens porque a sua avó se casou com um músico polaco pobre e foi deserdada. É um homem de grande entusiasmo, idealismo e talento mas não tem profissão fixa. Passa a amar Doroteia, mas não pode casar com ela sem perder a fortuna de Casaubon.
- Tertius Lydgate – Um jovem médico idealista, talentoso mas ingénuo. Embora de bom nascimento, é relativamente pobre. Lydgate sonha em fazer grandes avanços na medicina através da sua investigação. Contudo, acaba num casamento infeliz com Rosamonde Vincy. As suas tentativas de mostrar que não é responsável por qualquer falha humana falham e tem de sair da cidade. Acaba por sacrificar todos os seus elevados ideais de forma a satisfazer a sua esposa.
- Rosamonde Vincy – Vazia, bela e superficial, Rosamonde tem uma elevada opinião sobre o seu próprio charme e uma baixa opinião da sociedade de Middlemarch. Casa-se com Tertius Lydgate porque acredita que ele irá subir o seu estatuto social e fazê-la confortável. Quando o seu marido enfrenta dificuldades financeiras, ela frusta os seus esforços de economizar, vendo esses sacrifícios como abaixo dela e insultuosos. Ela não aceita a ideia de perder o estatuto na sociedade Middlemarch.
- Fred Vincy – Irmão de Rosamonde, amou Mary Garth desde a infância. A sua família acredita que irá subir o seu estatuto social tornando-se num clérigo, mas ele sabe que Mary não irá casar-se consigo se ele o fizer. Criado com a esperança de uma herança do seu tio Sr. Featherstone, é um esbanjador. Mais tarde muda devido ao seu amor por Mary, e descobre, estudando com o pai de Mary, uma profissão com a qual ganha o respeito de Mary.
- Mary Garth – A filha prática e carinhosa de Caleb e Susana Garth, trabalha como enfermeira do Sr. Featherstone. Ela e Vincy foram namorados de infância, mas ela recusa-se a permitir que ele a corteje até que mostre vontade de viver seriamente, praticamente e com sinceridade.
- Humphrey Cadwallader e Eleanor Cadwallader -  Vizinhos dos Brookes. O Sr. Cadwallader é um reitor. A Sra. Cadwallader é uma mulher pragmática e conversadora que comenta os casos locais com cinismo torto. Desaprova o casamento de Doroteia e as aventuras do Sr. Brooke no parlamento.
- Walter Vincy e Lucy Vincy – Uma família trabalhadora respeitável. Gostariam que os seus filhos subissem o seu estatuto social, e ficam desapontados com os casamentos de Rosamonde e Fred. A irmã do Sr. Vincy  é casada com Nicolas Bulstrode. A Sra. Vincy foi filha de um hoteleiro e a sua irmã foi a segunda esposa do Sr. Featherstone.
- Caleb Garth -  Pai de Mary Garth. É um homem de negócios carinhoso, honesto e generoso que é um supervisor e feitor envolvido na gestão agrícola. É próximo de Fred e mais tarde protege-o.
- Camden Farebrother – Um vigário pobre mas inteligente e naturalista amador. É amigo de Lydgate e Fred Vincy, e ama Mary Garth. A sua posição melhora quando Doroteia o nomeia para subsistência após a morte de Casaubon.
- Nicolas Bulstrode – Banqueiro rico casado com a irmã do Sr. Vincy, Harriet. É um metodista piedoso que tenta impor as suas crenças na sociedade de Middlemarch; contudo, tem um passado sórdido que tenta desesperadamente esconder. A sua religião favorece os seus desejos pessoais, sendo desprovido de simpatia pelos outros.
- Peter Featherstone – Antigo senhorio de Stone Court, um self-made man que se casou com a irmã de Caleb Garth e mais tarde tomou a irmã do Sr. Vincy como sua segunda esposa quando a sua primeira morre.
- Rigg Featherstone — Filho ilegítimo de Featherstone que aparece na leitura do testamento de Featherstone e recebe a sua fortuna em vez de Fred. É também familiar de John Raffles, que vem à vila visitar Rigg mas acaba por revelar o passado de Bulstrode. O seu aparecimento no romance é crucial ao enredo.
- John Raffles — Raffles é um fanfarrão e um valentão, um canalha humorístico na tradição de Sir John Falstaff, e um alcoólico. Mas ao contrário do cavaleiro gordo de Shakespeare, Raffles é um homem genuinamente mau. Tem a chave do passado negro de e do futuro de Lydgate
- Jane Waule – Uma viúva e irmã de Peter Featherstone; tem um filho, John.
- Sr. Hawley — Homem de negócios desbocado e inimigo de Bulstrode.
- Dr. Sprague — Médico de Middlemarch.
- Sr. Tyke — Clérigo favorecido por Bulstrode.